# Лоре (Мёрт и Мозель)
Лоре́ (фр. Lorey) — коммуна во французском департаменте Мёрт и Мозель региона Лотарингия. Относится к  кантону Байон.	

## География
Лоре расположен в  км к юго-востоку от Нанси. Соседние коммуны: Сен-Мар на севере, Домтай-ан-л'Эр и Ромен на северо-востоке, Меонкур на востоке, Эньевиль на юго-востоке, Байон на юге, Нёвиллер-сюр-Мозель на западе.

## Демография
Население коммуны на 2010 год составляло 99 человек.
| 1962 | 1968 | 1975 | 1982 | 1990 | 1999 | 2010 |
| ---- | ---- | ---- | ---- | ---- | ---- | ---- |
| 118  | 96   | 91   | 78   | 70   | 72   | 99   |

## Достопримечательности
- Церковь XIV—XV веков.